# Antony Blinken
Antony John Blinken (ur. 16 kwietnia 1962 w Yonkers) – amerykański prawnik, od 26 stycznia 2021 do 20 stycznia 2025 sekretarz stanu Stanów Zjednoczonych, zastępca sekretarza stanu w trakcie prezydentury Baracka Obamy, w latach 2009–2013 doradca ds. bezpieczeństwa narodowego wiceprezydenta Joego Bidena.

## Życiorys

### Młodość i edukacja
Antony Blinken urodził się 16 kwietnia 1962 roku w Yonkers w stanie Nowy Jork jako syn żydowskich rodziców Judith i Donalda Blinkenów (1925-2022) pochodzenia ukraińsko-węgierskiego. Po rozwodzie rodziców, gdy miał dziewięć lat, wraz z matką przeprowadził się do Paryża, gdzie jego matka powtórnie wyszła za mąż. Ojczym Blinkena, Samuel Pisar, urodził się w Białymstoku w Polsce, i jako jeden z nielicznych ze swojego środowiska przeżył Holokaust po uwięzieniu na Majdanku, w Auschwitz oraz w Dachau. W Paryżu Blinken uczęszczał do elitarnej szkoły École Jeannine Manuel, wrócił następnie do Stanów Zjednoczonych, aby podjąć studia na Uniwersytecie Harvarda, po czym pracował jako reporter w „The New Republic”. W 1988 roku ukończył studia prawnicze na Uniwersytecie Columbia w Nowym Jorku.

### Kariera dyplomatyczna
Antony Blinken rozpoczął karierę w urzędach federalnych w Departamencie Stanu w czasie prezydentury Billa Clintona. 20 stycznia 2009 roku objął funkcję doradcy ds. bezpieczeństwa narodowego wiceprezydenta Joego Bidena w administracji prezydenta Baracka Obamy, a następnie z początkiem drugiej kadencji objął stanowisko zastępcy doradcy do spraw bezpieczeństwa narodowego prezydenta Stanów Zjednoczonych. Od 9 stycznia 2015 roku do 20 stycznia 2017 pełnił funkcję zastępcy sekretarza stanu w Departamencie Stanu kierowanym przez Johna Kerry’ego.
Antony Blinken związany był służbowo przez 20 lat z ówczesnym senatorem Joe Bidenem jako jego doradca w Komisji Spraw Zagranicznych Senatu Stanów Zjednoczonych.
Po zwycięstwie Joego Bidena w wyborach prezydenckich w 2020 roku został nominowany na stanowisko sekretarza stanu w nowej administracji. 26 stycznia 2021 roku, stosunkiem głosów 78–22, Blinken został zatwierdzony przez Senat Stanów Zjednoczonych na stanowisku sekretarza stanu w administracji prezydenta Joego Bidena.

## Poglądy polityczne
Tony Blinken ma opinię zwolennika sojuszy Stanów Zjednoczonych, współpracy międzynarodowej oraz krytyka polityki „America First” prezydenta Donalda Trumpa – prowadzącej jego zdaniem, do izolacji Stanów Zjednoczonych na arenie międzynarodowej. Zdaniem mediów nominacja Blinkena na stanowisko sekretarza stanu wiąże się z silniejszą współpracą Stanów Zjednoczonych z Unią Europejską, obroną praworządności, praw człowieka (w tym osób LGBTQ+) i wolności mediów. Jako sekretarz stanu Blinken zapewnił, że powoła specjalnego wysłannika ds. praw osób LGBTI.

## Życie prywatne
W 2002 roku Blinken ożenił się z Evelyn Ryan, która pełniła funkcje publiczne w Departamencie Stanu administracji George’a W. Busha. Para zawarła małżeństwo mieszane w katolickim kościele Świętej Trójcy w Waszyngtonie w obecności rabina oraz księdza.

## Odznaczenia
- Order Księcia Jarosława Mądrego II klasy (Ukraina, 2022)[14]
- Wielki Krzyż Orderu „Za Zasługi dla Litwy” (Litwa, 2023)[15]
- Komandor I klasy Orderu Gwiazdy Polarnej (Szwecja, 2024)[16]
- Wielki Oficer Legii Honorowej (Francja, 2025)[17]
- Order Krzyża Ziemi Maryjnej II klasy (Estonia, 2025)[18]